# Максимилиан I (император Мексики)
Максимилиа́н I Мексика́нский, Фердина́нд Максимилиа́н Ио́сиф Мари́я Га́бсбург-Лотаринген (Maximilian I of Mexico, нем. Ferdinand Maximilian Joseph Maria von Habsburg-Lothringen; исп. Fernando Maximiliano José María de Habsburgo-Lorena, 6 июля 1832, Вена — 19 июня 1867, близ Керетаро, Мексика) — эрцгерцог Австрийский, император Мексики с 10 апреля 1864 по 15 мая 1867 под именем Максимилиана I (исп. Emperador Maximiliano I de México). Младший брат австрийского императора Франца Иосифа. Единственный император Мексики из династии Габсбургов. Придя к власти в результате организованной императором Наполеоном III англо-франко-испанской интервенции в Мексику, пытался проводить либеральные реформы, но так и не сумел завоевать популярность в народе, и на протяжении всего своего короткого правления боролся с сторонниками республики во главе с президентом Бенито Хуаресом. После ухода французского экспедиционного корпуса в 1867 году, режим Максимилиана стал стремительно распадаться,и после поражения при Керетаро император был взят в плен республиканцами и расстрелян по приговору военного трибунала 19 июня 1867 года.

## Биография
Максимилиан родился 6 июля 1832 года в Вене. Ученик Франца фон Хауслаба. Помимо военной подготовки его уроки состояли из иностранных языков (французский, итальянский, английский, венгерский, польский и чешский), философии, истории и церковного права. Предписанная программа упражнений была ему довольно объемна и неприятна с раннего возраста — с 32 часов в неделю в возрасте семи лет до 55 часов в 17 лет. В целом, Максимилиан был хорошим учеником, отношения со старшим братом в детстве были неплохими. При этом отличался недисциплинированностью — был недостаточно аккуратен в личных расходах, залезая в долги при покупке книг и картин, издевался над своими учителями и часто был зачинщиком розыгрышей, даже включавших своего дядю, императора, среди своих жертв. Тем не менее Максимилиан был очень популярен в придворных кругах и в венском обществе из-за своего обаяния, простых и дружелюбных при этом изысканных манер. Его попытки затмить своего старшего брата привели к тому, что со временем отношения братьев стали отчужденными. Он считался одаренным фантазией, любил читать и писать стихи. С раннего возраста он очень интересовался литературой и историей, особенно своей собственной семьи. Военную службу проходил на флоте.
В 1848 году по всей Европе начались революции. Перед лицом протестов и беспорядков император Фердинанд I отрекся от престола в пользу брата Максимилиана, который стал Францем Иосифом I. Максимилиан сопровождал его в кампаниях по подавлению восстаний по всей империи. Только в 1849 году революция была подавлена в Австрии, сотни осуждённых революционеров были казнены, тысячи заключены в тюрьму или уехали за границу. Максимилиан пришёл в ужас от того, что считал бессмысленной жестокостью, и открыто на это жаловался. Позже он скажет: «Мы называем наш век эпохой Просвещения, но в Европе есть города, где в будущем люди будут оглядываться в ужасе и изумлении на несправедливость трибуналов, которые в духе мести обрекают на смерть тех, чье единственное преступление заключается в желании чего-то лучше произвола правительств, которые ставят себя выше закона».
Во время путешествия в Португалию влюбился в Марию Амелию Бразильскую, однако помолвке помешала смерть принцессы. В 1854 году, в возрасте 22 лет, стал главнокомандующим австрийским флотом. В связи с тем, что он любил флот, в его лице австрийский флот получил мощного сторонника в австрийской императорской фамилии. Он провёл много реформ флота и организовал военно-морские базы в Триесте и Пуле. По его инициативе в 1857—1859 годах была организована научная экспедиция, в ходе которой фрегат «Новара» стал первым австрийским кораблём, совершившим кругосветное путешествие. Тогда же на волне экспедиции в австрийском обществе было инициировано обсуждение устройства австрийской колонии на Никобарских островах и приобретения в качестве морской станции острова Сокотра, но состояние финансов и последовавшая франко-итало-австрийская война не позволили реализовать эти планы.
В 1857 году Максимилиан стал вице-королём Ломбардии-Венеции. В том же году он вступил в брак со своей троюродной сестрой, бельгийской принцессой Шарлоттой (1840—1927), дочерью бельгийского короля Леопольда I, причем эрцгерцог весьма упорно торговался с  будущим тестем по поводу приданого супруги. В качестве австрийских наместников они поселились в Милане. 20 апреля 1859 года император Франц-Иосиф, возмущённый либеральной политикой Максимилиана, сместил его с поста вице-короля. Так как Австрия вскоре почти полностью потеряла свои владения в Северной Италии, то супруги поселились на вилле Мирамаре близ Триеста. Детей у супругов не было (во время посещения Южной Америки в 1859-60 гг. эрцгерцог перенес инфекцию, которая некоторыми врачами и историками считалась причиной его  бесплодности, однако позднее несколько авантюристов выдавали себя за его детей, а его личный камердинер свидетельствовал о внебрачных связях с придворными дамами). Впоследствии Максимилиан и Шарлотта усыновили внуков императора Агустина Итурбиде, чтобы подчеркнуть преемственность режима, однако передача им короны не предусматривалась — во время вывода французских войск в 1866 году Максимилиан, колеблясь между отречением и продолжением борьбы, обратился к своему брату Карлу Людвигу с просьбой уступить императорскую корону одному из его сыновей. После того как тот отказался, рассматривалась кандидатура младшего брата Людвига Виктора, однако в конечном итоге из-за падения режима все эти планы оказались неосуществленными, а усыновления потеряли силу.
При поддержке французского императора Наполеона III эрцгерцог получил титул и корону Императора Мексики. 10 июля 1863 года собравшаяся в Мехико Ассамблея нотаблей провозгласила Мексиканскую империю и предложила престол Максимилиану Габсбургу. Делегатам, явившимся к нему в Мирамаре, Максимилиан ответил, что приглашение должно быть подтверждено всенародным плебисцитом. В итоге 6 млн. 400 тыс. мексиканцев (из 8 млн. 600 тыс.) высказались за Максимилиана, однако условия проведения референдума сложно было назвать свободными.
В апреле 1864 года Максимилиан официально заявил о согласии принять Мексиканскую корону. 14 июня 1864 года император торжественно въехал в Мехико. На высоком холме Чапультепек Максимилиан I воздвиг величественный дворец. Из уважения и признательности к Наполеону III он украсил свою новую резиденцию бюстом Наполеона I. Кроме Франции, хорошие отношения сложились у Мексиканской империи с сопредельными Конфедеративными Штатами Америки (КША). В самом скором времени Максимилиан столкнулся с противодействием со стороны республиканцев во главе с Бенито Хуаресом. Максимилиан написал Хуаресу письмо с предложением объединить усилия в выводе страны из кризиса.
Император и на деле продолжил либеральный курс республиканцев, вопреки интересам консервативных сил, которые «пригласили» его занять императорский трон. В декабре 1864 года Максимилиан подтвердил национализацию церковных имуществ и все остальные антицерковные законы Хуареса. Были декларированы свобода печати, амнистия сложившим оружие республиканцам и даже обязательное среднее образование. Создана комиссия по изучению нужд коренного населения. Пеоны объявлены полноправными гражданами империи. Отменялась оплата труда пряностями. Кроме того, в 1865 году император издал закон, отменивший крайности закона Лердо. А именно: за индейскими общинами было признано право на совместное владение землёй.
Максимилиану не удалось убедить республиканцев сложить оружие. А после окончания Гражданской войны в США Соединённые Штаты начали активную помощь правительству Хуареса. С другой стороны, в апреле 1865 года мексиканскую границу пересекла кавалерийская бригада конфедератов, под командованием генерала Д. Шелби, побеждённая, но не сломленная. Однако, опасаясь эскалации конфликта с США, Максимилиан не осмелился принять кавалеристов-дикси к себе на службу. Бригада Шелби была расформирована. Максимилиан охотно предоставлял южанам политическое убежище, однако на службу их брал лишь в индивидуальном порядке. В частности — морского офицера и известного океанографа Мэтью Мори. Будучи назначенным имперским комиссаром по иммиграции, Мори основал в Мексике города Карлотта (Carlotta) и Ново-Вирджинская колония (Colônia de Nova Virgínia), в которых расселил своих земляков-вирджинцев и других беженцев-южан.
Наполеон III, под нажимом Соединённых Штатов, был вынужден отозвать Французский экспедиционный корпус из Мексики. Процесс вывода завершился в марте 1867 г., после чего участь Максимилиана была решена. Максимилиан попытался организовать собственную армию, но без особого успеха. В поиске поддержки консервативных вооружённых сил Максимилиан согласился с многими их требованиями и одобрил расстрел на месте мятежных республиканцев, пойманных с оружием в руках (3 октября 1865 года). С остатками своей армии он был окружён под Керетаро. После 71-дневной обороны один из полковников сдал свой участок фронта, император был захвачен в плен. Европейские монархи, президент США Эндрю Джонсон, а также французский писатель Виктор Гюго и итальянский революционер Джузеппе Гарибальди посылали в Мексику письма и телеграммы с просьбами сохранить жизнь Максимилиану. Но Хуарес, в соответствии с законным порядком, оставил судьбу Максимилиана в руках военного суда, который приговорил к смерти «Максимилиана Габсбурга, называющего себя императором Мексики», вместе с оставшимися до конца ему верными генералами Мигелем Мирамоном и Томасом Мехиа. 19 июня 1867 года они были расстреляны на холме Лас-Кампанас.
Тело Максимилиана было доставлено на французском военном корабле в Европу, привезено в Вену и захоронено в Императорском склепе венской Капуцинеркирхе.

## Награды
- Орден Золотого руна (Австрия, 1852)
- Королевский венгерский орден Святого Стефана, большой крест (Австрия, 1856)
- Орден Богоматери Гваделупской[итал.], большой крест (Мексиканская империя)
- Императорский орден Мексиканского орла (Мексиканская империя)
- Орден Святого Карла, большой крест (Мексиканская империя)
- Орден Святого Губерта (Королевство Бавария)
- Орден Верности, большой крест (Великое герцогство Баден)
- Орден Леопольда I, большой крест (Бельгия, 27.07.1857)
- Орден Южного Креста, большой крест (Бразилия)
- Орден Генриха Льва, большой крест (Герцогство Брауншвейг)
- Орден Святого Георгия (Королевство Ганновер, 1856)
- Королевский Гвельфский орден, большой крест (Королевство Ганновер, 1856)
- Орден Людвига, большой крест (Великое герцогство Гессен, 11.05.1856)
- Орден Филиппа Великодушного, большой крест (Великое герцогство Гессен, 1856)
- Орден Спасителя, большой крест (Греция)
- Орден Слона (Дания, 11.01.1866)
- Высший орден Святого Благовещения (Италия, 29.03.1865)
- Орден Святых Маврикия и Лазаря, большой крест (Италия, 1865)
- Большой крест Чести и Преданности (Мальтийский орден)
- Орден Святого Карла, большой крест (Монако)
- Орден Нидерландского льва, большой крест (Нидерланды, 08.06.1856)
- Орден Рутовой короны, большой крест (Королевство Саксония, 1852)
- Орден Святого Януария (Королевство Обеих Сицилий)
- Орден Святого Фердинанда и Заслуг, большой крест (Королевство Обеих Сицилий)
- Орден Башни и Меча, большой крест (Португалия, 14.06.1852)
- Орден Чёрного орла (Пруссия, 21.12.1852)
- Цепь к ордену Чёрного орла (Пруссия, 13.01.1866)
- Орден Красного орла 1-й степени (Пруссия, 21.12.1852)
- Орден Святого Андрея Первозванного (Россия, 29.04.1852)
- Орден Святого Александра Невского (Россия, 29.04.1852)
- Орден Белого орла (Россия, 29.04.1852)
- Орден Святой Анны 1-й степени (Россия, 29.04.1852)
- Орден Святого Станислава 1-й степени (Россия, 29.04.1852)
- Орден Пия IX, большой крест (Святой Престол)
- Орден Святого Гроба Господнего Иерусалимского, большой крест (Святой Престол)
- Орден Почётного легиона, большой крест (Франция)
- Орден Серафимов (Швеция, 21.04.1865)

## Титул
Por la gracia del Dios y la voluntad de la gente, Emperador de México («Божьей милостью и волей народа, Император Мексики»).

## Иллюстрации
- Максимилиан I, 1863 г.
- Официальный портрет императора Максимилиана
- Памятник Максимилиану
- Франц Ксавье Винтерхальтер. Эрцгерцог Максимилиан.
- Императорская корона и скипетр Максимилиана I
- Жан-Поль Лоран. Мексиканский император Максимилиан перед казнью.
- Эдуар Мане. Расстрел императора Максимилиана
- Труп императора Максимилиана I

## В кинематографе
- В 1939 году в США вышел фильм-мелодрама «Хуарес» (другое название — «Максимилиан и Шарлотта»), в котором роль императора Максимилиана I исполнил Брайан Ахерн (за эту роль актёр был номинирован на «Оскар» в 1940 году).